# Melkweg (straat in Amsterdam)
Melkweg is een straat in Amsterdam.

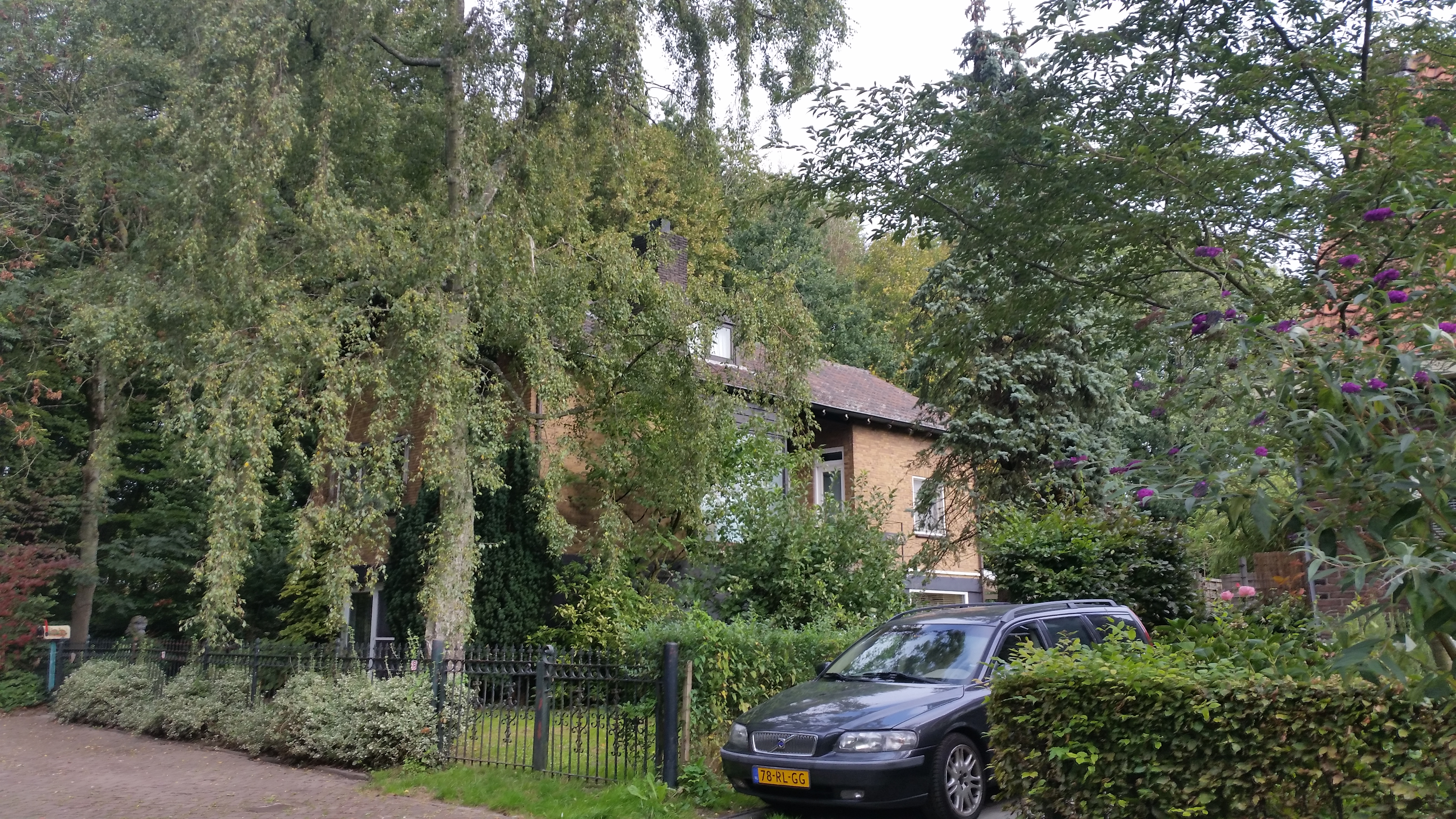
Huisnummer 30 staat al in de bosrand

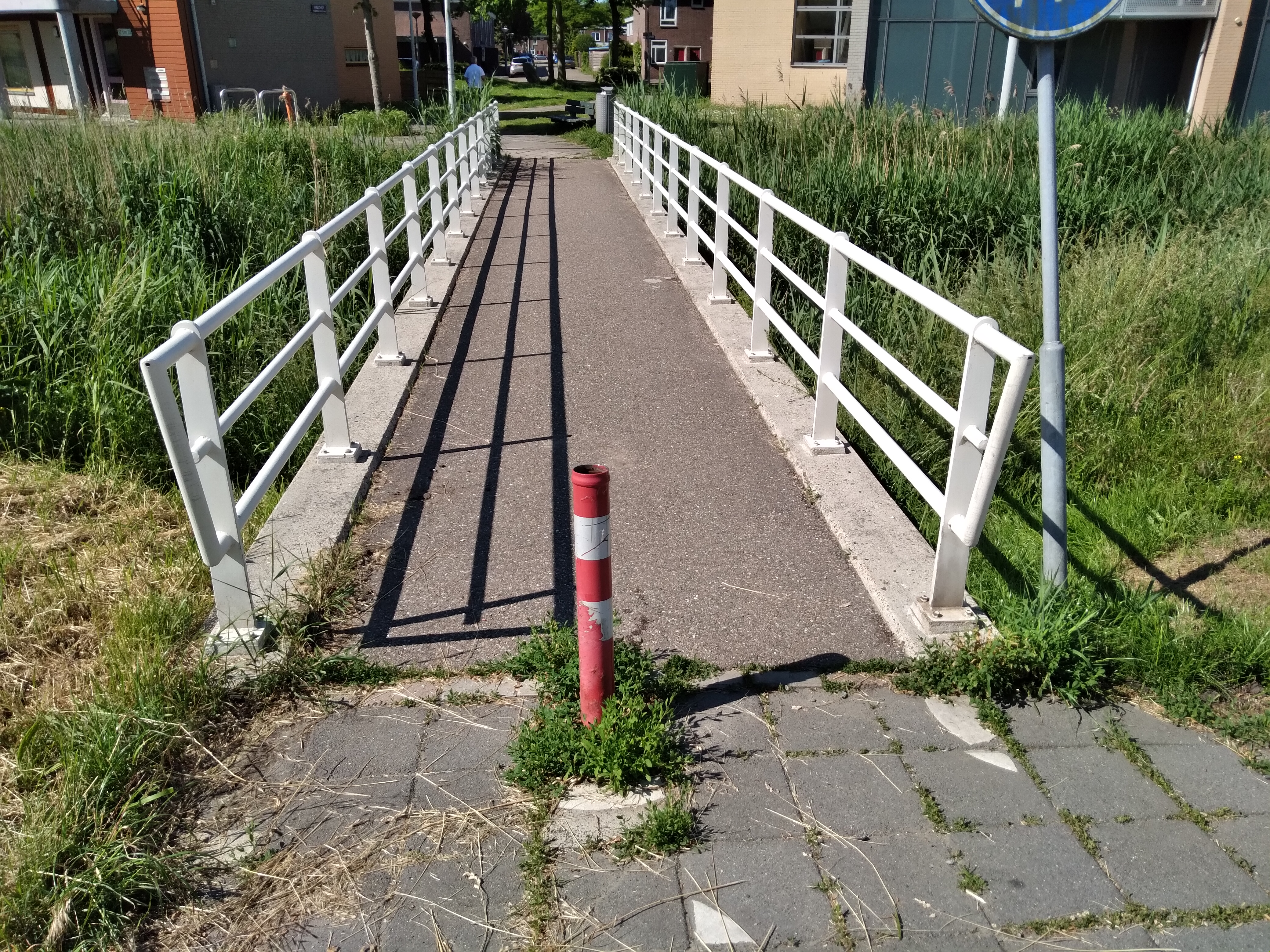
Brug 2313 (juni 2021)

De gemeente Amsterdam kent vier plekken aangeduid met Melkweg:
- cultureel centrum Melkweg in Amsterdam-Centrum
- de boerderij De Melkweg in Osdorp, Lutkemeerpolder aan de westrand van de stad
- de straat Melkweg in Amsterdam-Noord
- Sportpark Melkweg, sportpark in Amsterdam-Noord, liggend in het verlengde van de straat.

## Ligging en geschiedenis
De straat kreeg op 7 mei 1929 haar naam. Ze werd net als andere (toekomstige) straten en plein in Tuindorp Oostzaan vernoemd naar begrippen uit de astronomie, in dit geval de Melkweg. De Melkweg was voor 1921 een soort ringweg binnen de gemeente Oostzaan. De gemeente Amsterdam had dringend ruimte nodig voor woningbouw en annexeerde een deel van Oostzaan. Toen Amsterdam de straat benoemde liep ze van de latere Kometensingel en Oostzanerdijk tot aan Zijkanaal H. Ze lag toen in landelijk gebied; het westelijke deel van Tuindorp Oostzaan was er nog niet. Veel bebouwing was er dan ook niet; hier en daar stond een huis aan de weg.
De planning en komst van de monding van de Coentunnel in de jaren zestig en zeventig zorgde ervoor dat de straat sterk ingekort werd. Daarbij verdween eigenlijk alle bebouwing op een zevental gebouwen na. De straat is in de 21e eeuw "slechts" ongeveer 200 meter lang. Ze ligt dan in een strook langs de Oostzanerdijk, bewoners kunnen per auto hun straat alleen betreden of verlaten aan de oostelijke uiteinde van de straat met een talud naar genoemde dijk. Voetgangers en fietsers hebben iets meer keus met toegangen aan beide einden van de straat. bruggen 473 (al sinds de jaren 50) en 2313 geven voor alleen voetgangers toegang tot de zuidelijk gelegen woonwijk.

## Gebouwen
Volgens de Basisregistraties adressen en gebouwen zijn er 2018 maar zeven gebouwen overgebleven:
- Melkweg 16; een uit 1951 stammende kerk voor de Gereformeerde Gemeente;
- Melkweg 18; een uit 1936 stammend bedrijfsgebouw, dat haar achterkant heeft aan de Oostzanerdijk
- Melkweg 20; woonhuis uit 1932
- Melkweg 22, woonhuis uit 1929
- Melkweg 22a-24, dubbel woonhuis uit 1932 en 1929
- Melkweg 26-28, dubbel woonhuis uit 1929
- Melkweg 30, een gebouw uit 1964.

Ten westen van huisnummer begint een bosachtige omgeving tot aan een afwateringstocht, Westertocht genaamd.

## Brug 2313
Tussen Melkweg en Virgohof ligt een voetbrug. Deze wordt door de gemeente Amsterdam genummerd als brugnummer 2313 (bruggenlijst 2019), maar het brugnummerplaatje vermeldt 1755. Brug 1755 ligt echter elders in Amsterdam-Noord. Architect en jaar van bouw zijn onbekend; ze komt niet voor op de plattegrondtekeningen bij brug 473.